# Anders Gustaf Dahlbom
Anders Gustaf Dahlbom (3 maart 1806 - 3 mei 1859) was een Zweeds entomoloog.
Dahlbom werd geboren in Härberga parochie in Östergötland als zoon van een militair chirurg. Hij studeerde aan de Universiteit van Lund vanaf 1825 en voltooide zijn filosofie graad in 1829. Daarna, in 1830, werd hij docent natuurlijke historie, en later entomologie en was hij beheerder van de entomologische collecties. Uiteindelijk werd hij gekozen tot buitengewoon hoogleraar in 1857.
Ondersteund door publieke middelen, maakte hij een aantal expedities, vooral naar Noord-Zweden en de berggebieden, daarbij werd hij vergezeld door zijn leraar, de entomoloog Johan Wilhelm Zetterstedt.

## Werken
Hij publiceerde zijn waarnemingen in verschillende werken, belangrijkste daarvan is Hymenoptera europaea praecipue borealia (1843–1853), een fundamenteel werk over de Hymenoptera. Hij publiceerde ook Kort underrättelse om skandinaviska insekters allmänna skada och nytta i hushållningen, het eerste Zweedse handboek voor praktische entomologie.
- Bibsys: 1098506
- Bibliothèque nationale de France: cb134859687 (data)
- Gemeinsame Normdatei: 116012706
- International Standard Name Identifier: 0000 0000 7997 3622
- Nederlandse Thesaurus van Auteursnamen: 298568233
- Réseau des bibliothèques de Suisse occidentale: 02-A005521010
- LIBRIS: 335829
- Système universitaire de documentation: 035629940
- Virtual International Authority File: 56762503
- WorldCat: E39PBJghjpQK3MFhqwwtfgkVYP